# Scorpion (Roboter)
Der Scorpion ist ein in Zusammenarbeit vom Deutschen Forschungszentrum für künstliche Intelligenz Bremen und der Universität Bremen gebauter biomimetischer, achtbeiniger Laufroboter.
Der Roboter imitiert dabei das Laufverhalten lebender Skorpione und erreicht somit eine große Flexibilität in unwegsamem Gelände.
Gegenwärtig existieren zwei Exemplare des Roboters, eines am DFKI Bremen und eines am NASA Ames Research Center, wo die Tauglichkeit des Systems für extraterrestrische Expeditionen untersucht wird.